# Вјекослав Жупанчић
Вјекослав Жупанчић (Загреб 1900 — Загреб 14. новембар 1971) је бивши југословенски фудбалски репрезентативац. За југословенску репрезентацију одиграо је прву међународну утакмицу 1920. године против Чехословачке (0:7) у Антверпену на Летњим олимпијским играма. Од 1943. до 1945. био је последњи председник ХАШК-а.